# Staffetta 4×800 metri
La staffetta 4×800 metri è una specialità sia maschile sia femminile dell'atletica leggera, ratificata dalla World Athletics sia per le gare outdoor che per quelle indoor.
In questa disciplina, ciascuno dei quattro atleti di ogni squadra deve percorrere 800 metri, per un totale di 3200 metri. Dunque, nelle gare all'aperto ogni atleta deve coprire 2 giri di pista (che misura 400 metri), mentre nelle piste indoor ciascun atleta deve percorrere 4 giri di pista (che misura 200 metri).

## Record

### Maschili
Statistiche aggiornate al 1º marzo 2021.
|                             | Tempo    | Atleta                  | Luogo     | Data           |
| --------------------------- | -------- | ----------------------- | --------- | -------------- |
| Record mondiale             | 7'02"43  | Kenya                   | Bruxelles | 25 agosto 2006 |
| Record africano             | 7'02"43  | Kenya                   | Bruxelles | 25 agosto 2006 |
| Record asiatico             | 7'06"66  | Qatar                   | Bruxelles | 25 agosto 2006 |
| Record europeo              | 7'03"89  | Gran Bretagna           | Londra    | 30 agosto 1982 |
| Record nord-centroamericano | 7'02"82  | Stati Uniti             | Bruxelles | 25 agosto 2006 |
| Record oceaniano            | 7'11"48  | Australia               | Nassau    | 24 maggio 2014 |
| Record sudamericano         | 7'47"3 m | Esporte Clube Pinheiros | San Paolo | 21 aprile 1965 |

### Femminili
Statistiche aggiornate al 1º marzo 2021.
|                             | Tempo    | Atleta                   | Luogo    | Data            |
| --------------------------- | -------- | ------------------------ | -------- | --------------- |
| Record mondiale             | 7'50"17  | Unione Sovietica         | Mosca    | 5 agosto 1984   |
| Record africano             | 8'04"28  | Kenya                    | Nassau   | 25 maggio 2014  |
| Record asiatico             | 8'16"2 m | Rappresentativa Liaoning | Shanghai | 1º ottobre 1991 |
| Record europeo              | 7'50"17  | Unione Sovietica         | Mosca    | 5 agosto 1984   |
| Record nord-centroamericano | 8'00"62  | Stati Uniti              | Nassau   | 3 maggio 2015   |
| Record oceaniano            | 8'13"26  | Australia                | Nassau   | 25 maggio 2014  |

### Maschili indoor
Statistiche aggiornate al 1º marzo 2021.
|                             | Tempo    | Atleta                | Luogo  | Data             |
| --------------------------- | -------- | --------------------- | ------ | ---------------- |
| Record mondiale             | 7'11"30  | Hoka NJ-NY Track Club | Boston | 25 febbraio 2018 |
| Record asiatico             | 8'48"6 m | Ricker CO             | Tokyo  | 19 marzo 1961    |
| Record europeo              | 7'17"8 m | Unione Sovietica      | Sofia  | 14 marzo 1971    |
| Record nord-centroamericano | 7'11"30  | Hoka NJ-NY Track Club | Boston | 25 febbraio 2018 |

### Femminili indoor
Statistiche aggiornate al 1º marzo 2021.
|                             | Tempo   | Atleta                           | Luogo    | Data             |
| --------------------------- | ------- | -------------------------------- | -------- | ---------------- |
| Record mondiale             | 8'05"89 | Stati Uniti                      | New York | 3 febbraio 2018  |
| Record europeo              | 8'06"24 | Rappresentativa regione di Mosca | Mosca    | 18 febbraio 2011 |
| Record nord-centroamericano | 8'05"89 | Stati Uniti                      | New York | 3 febbraio 2018  |

Legenda:
: record mondiale
: record africano
: record asiatico
: record europeo
: record nord-centroamericano e caraibico
: record oceaniano
: record sudamericano

## Migliori prestazioni

### Maschili outdoor
Statistiche aggiornate al 22 luglio 2023.
|     | Tempo    | Atleta                  | Luogo     | Data           |
| --- | -------- | ----------------------- | --------- | -------------- |
| 1.  | 7'02"43  | Kenya                   | Bruxelles | 25 agosto 2006 |
| 2.  | 7'02"82  | Stati Uniti             | Bruxelles | 25 agosto 2006 |
| 3.  | 7'03"89  | Gran Bretagna           | Londra    | 30 agosto 1982 |
| 4.  | 7'04"70  | Sudafrica               | Stoccarda | 6 giugno 1999  |
| 5.  | 7'04"84  | Stati Uniti             | Nassau    | 2 maggio 2015  |
| 6.  | 7'04"89  | St Patrick's School     | Stoccarda | 6 giugno 1999  |
| 7.  | 7'06"12  | Benelux                 | Bruxelles | 25 agosto 2006 |
| 8.  | 7'06"5 m | Santa Monica Track Club | Walnut    | 26 aprile 1986 |
| 9.  | 7'06"66  | Qatar                   | Bruxelles | 25 agosto 2006 |
| 10. | 7'07"1 m | Kericho                 | Nairobi   | 7 marzo 2014   |

### Femminili outdoor
Statistiche aggiornate al 22 luglio 2023.
|     | Tempo    | Atleta                         | Luogo           | Data             |
| --- | -------- | ------------------------------ | --------------- | ---------------- |
| 1.  | 7'50"17  | Unione Sovietica               | Mosca           | 5 agosto 1984    |
| 2.  | 7'51"62  | Unione Sovietica B             | Mosca           | 5 agosto 1984    |
| 3.  | 7'52"24  | Unione Sovietica               | Leningrado      | 4 agosto 1985    |
| 4.  | 7'52"4 m | Unione Sovietica               | Podol'sk        | 16 agosto 1976   |
| 5.  | 7'54"2 m | Repubblica Democratica Tedesca | Karl-Marx-Stadt | 6 agosto 1976    |
| 6.  | 7'56"6 m | Russia                         | Donec'k         | 9 settembre 1980 |
| 6.  | 7'56"6 m | Ucraina                        | Donec'k         | 9 settembre 1980 |
| 8.  | 7'56"9 m | Leningrado                     | Donec'k         | 9 settembre 1980 |
| 9.  | 7'57"08  | Russia                         | Portsmouth      | 5 giugno 1993    |
| 10. | 7'57"21  | Romania                        | Portsmouth      | 5 giugno 1993    |

### Maschili indoor
Statistiche aggiornate al 22 luglio 2023.
|     | Tempo   | Atleta                           | Luogo        | Data             |
| --- | ------- | -------------------------------- | ------------ | ---------------- |
| 1.  | 7'11"30 | Hoka NJ-NY Track Club            | Boston       | 25 febbraio 2018 |
| 2.  | 7'11"84 | Atlanta Track Club               | Boston       | 25 febbraio 2018 |
| 3.  | 7'12"25 | Distretto di Columbia            | Boston       | 25 febbraio 2018 |
| 4.  | 7'13"11 | US All-Stars                     | Boston       | 8 febbraio 2014  |
| 5.  | 7'13"22 | New Jersey/NY Blue               | Boston       | 8 febbraio 2014  |
| 6.  | 7'13"94 | Global Athletics & Marketing     | Boston       | 6 febbraio 2000  |
| 7.  | 7'14"78 | Reebok Enclave                   | Boston       | 6 febbraio 2000  |
| 8.  | 7'15"77 | Rappresentativa regione di Mosca | Mosca        | 10 febbraio 2008 |
| 9.  | 7'16"59 | Santa Monica Track Club          | Boston       | 6 febbraio 2000  |
| 10. | 7'17"45 | Clemson                          | Indianapolis | 11 marzo 1989    |

### Femminili indoor
Statistiche aggiornate al 22 luglio 2023.
|     | Tempo   | Atleta                                | Luogo     | Data             |
| --- | ------- | ------------------------------------- | --------- | ---------------- |
| 1.  | 8'05"89 | Stati Uniti                           | New York  | 3 febbraio 2018  |
| 2.  | 8'06"24 | Rappresentativa regione di Mosca      | Mosca     | 18 febbraio 2011 |
| 3.  | 8'11"45 | NYC All-Stars                         | New York  | 3 febbraio 2018  |
| 4.  | 8'12"41 | Rappresentativa regione di Mosca      | Mosca     | 28 febbraio 2010 |
| 5.  | 8'14"53 | Rappresentativa regione di Sverdlovsk | Mosca     | 10 febbraio 2008 |
| 6.  | 8'15"57 | Rappresentativa regione di Mosca      | Mosca     | 24 febbraio 2012 |
| 7.  | 8'16"16 | Rappresentativa di Mosca              | Mosca     | 14 febbraio 2013 |
| 8.  | 8'17"65 | Rappresentativa regione di Sverdlovsk | Mosca     | 24 febbraio 2012 |
| 9.  | 8'17"75 | Giamaica                              | New York  | 3 febbraio 2018  |
| 10. | 8'18"54 | Rappresentativa regione di Mosca      | Volgograd | 11 febbraio 2007 |